# 파크타족

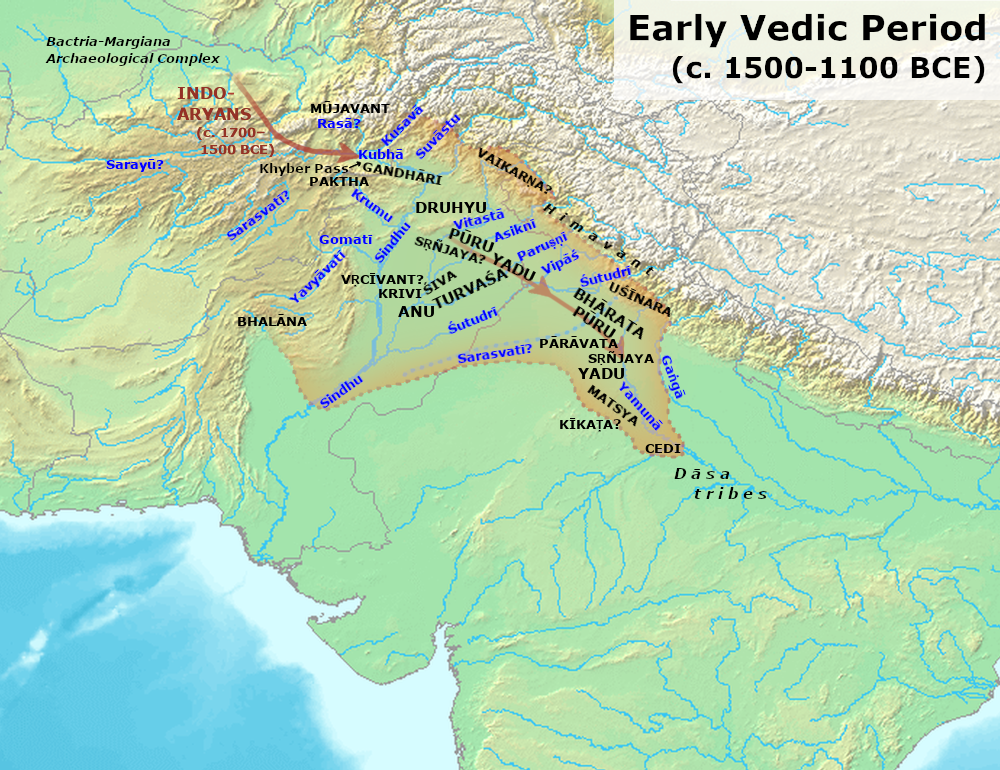
초기 인도아리아인 민족과 부족 중 파크타족의 위치

파크타족(Pakhtas 또는 Pakthas)은 남아시아 북서부 지역(현대 파키스탄과 아프가니스탄)에 거주했던 고대 베다 인도아리아계 부족이다. 그들은 오늘날 파슈툰인의 조상들 중 하나로 간주된다. 그들은 헤로도토스에 의해 파크티아인과 동일시되었다.

## 같이 보기
- 팍티야주
- 팍티카주